# Benjamin Finkenrath
Benjamin Finkenrath (* 7. Januar 1986 in Köln) ist ein ehemaliger deutscher Eishockeytorwart, der zuletzt bei den Kassel Huskies aus der Oberliga unter Vertrag stand.

## Spielerkarriere
Benjamin Finkenrath begann seine Karriere bei den Jungadler Mannheim in der Deutschen Nachwuchsliga, bevor er zu den Junioren der Starbulls Rosenheim wechselte. Für das Seniorenteam der Starbulls stand er in der Spielzeit 2003/04 zudem in der Bayerischen Eishockey-Liga auf dem Eis. Vor seinem Wechsel nach Heilbronn spielte Finkenrath für die Eislöwen Leipzig und die Mittelrhein Bären in der Oberliga. Aufgrund deren Torhüterprobleme absolvierte Finkenrath während der Saison 2006/07 sein erstes DEL-Spiel für die Adler Mannheim, dem Kooperationspartner der Falken.
Im Sommer 2007 entschied er sich für einen Wechsel ins Ausland und ging fortan für die Nijmegen Devils aus der Niederländischen Eredivisie aufs Eis. Nach einer Spielzeit verließ er den Verein wieder und schloss sich dem Ligakonkurrenten Smoke Eaters Geleen an, für die er 16 Partien absolvierte und dabei durchschnittlich 3,34 Gegentore pro Spiel kassierte. Zur Saison 2009/10 kehrte Finkenrath zurück nach Deutschland, als er einen Vertrag beim Oberligisten EHC Dortmund unterschrieb. Nach der Hauptrunde wurde er von einem Experten-Gremium – bestehend aus Trainern, Managern und Fachjournalisten – zum Torhüter des Jahres ausgezeichnet. Im Juni 2010 unterschrieb er einen Einjahresvertrag bei den Moskitos Essen, ehe er im Sommer 2011 nach Dortmund zurückkehrte.
Zwischen 2012 und 2014 ging Finkenrath für die Kassel Huskies aufs Eis und beendete seine Karriere 2015.